# Diego Velázquez de Cuéllar

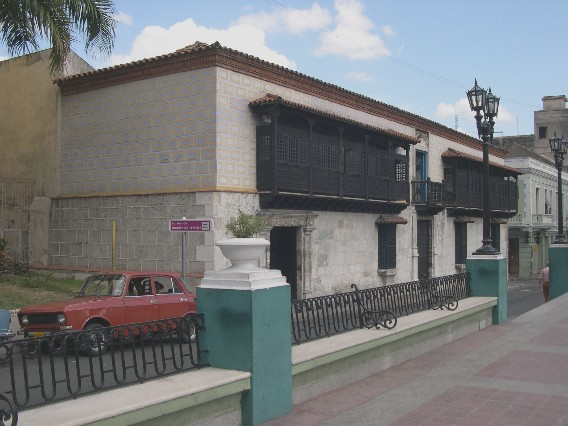
Casa de Diego Velázquez a Santiago de Cuba

Diego Velazquez de Cuéllar (Cuéllar, 1465 - Santiago de Cuba, 1524) fou un conquistador espanyol, governador de Cuba des de 1511 fins a la seva mort el 1524.

## Biografia
Va néixer a Cuéllar (Segòvia) l'any 1465, fill d'una de les més nobles famílies de la vila. Quan era jove, va lluitar amb els Terços de Flandes, però la glòria li arribaria més tard.
Va marxar a les Índies el 1493, en el segon viatge de Cristòfor Colom. Va comptar amb el suport del bisbe Juan Rodríguez de Fonseca i va col·laborar amb el governador Nicolás de Ovando (1501-1509) en la pacificació de l'illa de l'Espanyola.
El governador Diego Colom (1509-1515) el va posar al davant d'una expedició per conquistar i poblar Cuba el 1511, primer com a capità i més tard com a primer governador de l'illa. Va obtenir també de Diego Colom el títol d'Adelantado de l'illa de Cuba
L'any 1511, a la regió de Maisi (zona oriental), va derrotar a Hatuey, líder haitià vingut a Cuba a preparar els indis tains per resistir als conquistadors, però aviat va deixar les tasques conquistadores en mans de Pánfilo de Narváez i els seus altres capitans per dedicar-se a la colonització i a la fundació de ciutats. Va fundar Baracoa (Nuestra Señora de la Asunción de Baracoa), la primera ciutat de Cuba (Ciutat Primada), el 1512; i després Bayamo, Santiago de Cuba, on va fixar-hi la capital, Trinidad, Sancti Spiritus i Port Príncep. El 1514 va fundar l'Havana, que seria la futura capital del país.
Va organitzar el règim de "encomiendas" i el repartiment d'indis entre els espanyols. Va dirigir el procés de colonització de Cuba.
Va aconseguir el 1516 el reconeixement per part de la Corona dels seus títols d'Adelantado i governador. Es va mostrar partidari de la submissió pacífica dels indis, va castigar els excessos i durant el seu govern va començar l'entrada d'esclaus negres a l'illa, ja que no podia esclavitzar als nadius.
Va estar casat amb Maria de Cuéllar, filla del comptador Cristóbal de Cuéllar. Però el matrimoni va durar poc, perquè ella va morir una setmana després de contraure matrimoni. Va morir la nit de l'11 al 12 de juny de 1524 a Santiago de Cuba.
Diego Velázquez de Cuéllar no es va oblidar de la vila que el va veure néixer, i en el seu testament deixà un afectuós record entre els seus paisans, i algunes donacions als convents de la vila.